# La ley del silencio
La ley del silencio é uma telenovela estadunidense produzida pela Telemundo e exibida entre 15 de março e 6 de maio de 2005.
Foi protagonizada por José Ángel Llamas e Flora Martínez e antagonizada por Rodrigo de la Rosa, Jullye Giliberti, Omar Fierro e Julio Bracho Castillo. 

## Sinopse
La ley del silencio conta a história de Javier, que é padre no mesmo bairro onde nasceu chamado EL SILENCIO onde todos o conhecem. Aqui ele reencontra Natalia, que costumava ser sua namorada, mas agora ela volta com seu atual noivo Fernando. Ela pede a Javier que os case. Com o contato contínuo com Natália, Javier começa a ter problemas com sua escolha entre a igreja e a renovação de um relacionamento. Coisas acontecem neste bairro que ninguém quer falar, e Javier tem que adivinhar o que está acontecendo. Esta é a história de luta, de esperança e de amor que deve ser esquecida.

## Elenco
- José Ángel Llamas - Padre Javier Castro
- Flora Martínez - Natalia Aguirre
- Rodrigo de la Rosa - Fernando Cardenas
- Jullye Giliberti - Magdalena Aguirre
- Alejandro Chabán - Tomás
- Joaquín Garrido - Pedro
- Lumi Cavazos - Clemencia
- Omar Fierro - Francisco
- Issabella Camil - Julia
- Fernanda Romero - Virginia
- Lilian Tapia - Guadalupe
- Henry Zakka - Luis Alberto
- Julio Bracho Castillo - Ángel
- Liz Gallardo - Manuela
- Chela Arias - Clotilde
- Mónica Lopera - Adela
- José Bardina - Arturo
- Eliana H. Alexander - Amparo
- Sergio Romero - Sebastián
- Cora Cardona - Mercedes
- Mara Croatto - Isabel
- Roger Cudney - Meyer
- Juan Pablo Gamboa - Leopoldo
- Marlon Lara - Jimmy
- Mauricio Ripke - Sata
- Leticia Alaniz - Laura / Recepcionista
- Joe Arquette - Topo
- Ricardo Azulay - Dr. Clark
- Glenn Bradley - Miembro de banda
- Dan Burkarth - Policia & Chofer
- Javier Castillo - Jerry García
- Édgar Castuera - Bombero
- Gerardo Dávila - Manager de restaurante
- Gigi Erneta - Jane
- Rodrigo Gómez - Poncho
- Julián Guevara - Sweety
- Tony Helling - Paulina
- Andrea León - Apache
- John Nikitin - Agente Counts
- Mónica Peña - Enfermera Svenson
- J.R. Ramírez - Mr. A
- Raymond Rivera - Travolta
- Germán Santiago - Tomás
- Mark-Brian Sonna - Dr. José Luis Monsalve
- Craig Taylor - Patrón
- Carolina Vengoechea - Jennifer González
- Ted West - Basura